# 纳恩 (科罗拉多州)
纳恩（英語：Nunn），是美国科罗拉多州韦尔德县下属的一座城市。建市于1908年3月28日，面积大约为3.099平方英里（8.027平方公里）。根据2010年美国人口普查，该市有人口416人。2011年估计该市有人口425人，相比2010年人口增长率为2.16%。同时，论人口该市是科罗拉多州第203大城市。